# 61e bataillon de chasseurs à pied

## Création et différentes dénominations
- 2 août 1914: formation du 61e Bataillon de Chasseurs à Pied, à partir du 21e BCP
- Début 1919 : Dissolution
- 1939 : Recréation du 61e Bataillon de Chasseurs à Pied, comme bataillon de réserve de Série A
- 1940 : Dissolution

## Insigne du61eBataillon de Chasseurs à Pied
- À l'origine le même que celui du bataillon d'active le 21e BCP. Les deux numéros 21 & 61 apposés sur le pavillon du cor de chasse.

## Devise du61eBataillon de Chasseurs à Pied
- Celle du 21e Bataillon de chasseurs d'où il est issu.

## Drapeau du régiment
- Comme tous les autres bataillons de chasseurs ou groupes de chasseurs, il ne dispose pas de son propre drapeau.

- Citations au Fanion du bataillon:
  - à l'ordre de la Xe armée no 75 du 10 juin 1915 (Général D'Urbal)
  - à l'ordre du 33e Corps d'Armée no 133 du 21 juin 1917 (Général Leconte)
  - à l'ordre de la Ve Armée no 400 du 10 septembre 1918 (Général Berthelot)
  - à l'ordre de l'Armée française de Belgique no 653 du 14 novembre 1918 (Général De Boissoudy)
    - Croix de guerre 1914-1918

  - trois citations à l'ordre de l'armée (trois palmes)
  - une citation à l'ordre du corps d'armée (une étoile d'argent)
  - Fourragère aux couleurs du ruban de la Croix de Guerre 1914-1918

## Chefs de corps
- 1914: Capitaine Bernard[1]
- 1914: Lieutenant X
- 1914: Chef de Bataillon Savourey[2]
- 1915: Capitaine X
- 1915: Chef de bataillon Brisson[3]
- 1915: Capitaine X
- 1915-1918: Chef de Bataillon Bodart

## Historique

### La Première Guerre mondiale
- Réserve d'infanterie - Éléments non endivisionnés (ENE) du 21e corps d'armée. (août 1914)
- Groupement de Vassart - 21e corps d'armée. (septembre 1914)
- Division Barbot - Corps d'armée provisoire. (septembre 1914)
- 77e Division d'Infanterie d'octobre 1914 à novembre 1918, 21e corps d'armée

#### 1914
- août:
  - Opérations des Ire et IIe Armées - Vosges - Donon - Saint-Blaise (67),
  - Bataille de la trouée de Charmes,
  - 25 août - 4 septembre : Bataille du col de la Chipotte
  - Neuves Maisons, Bazien, Ste-Barbe, Dépôt de Merrains
- septembre:
  - Ferme de Champ Chaudron, Bru, La Fontenelle, le Ban de Sapt - Badonviller, Fenneviller, vallée de la Plaine - Allarmont.
- octobre - décembre
  - 1re bataille d'Artois : Neuville-Vitasse, la Maison Blanche, Tilloy, St-Laurent, secteur de Carency.

#### 1915
- janvier - avril:
  - Artois: secteur d'Écurie, Souchez
- mai - juin
  - 2e bataille d'Artois: Carency, Souchez, Cote 140, Côte 119 (9 mai), Cimetière de Souchez, Cabaret Rouge (16 juin)
- septembre - octobre:
  - 3e d'Artois : Souchez, Côte 119 (septembre)

#### 1916
- février - mars:
  - Revigny, Verdun:, Saint-Mihiel.
- avril - mai:
  - instruction camp de Saffais. - gondrecourt, Vaucouleur, Toul.
- mai - juillet:
  - la Woëvre, Seicheprey.
- août - octobre:
  - Bataille de la Somme: Barleux  (4-6 septembre), Barleux, Biaches, La Maisonnette.
- novembre - décembre:
  - Soissonnais, plateau de Nouvron-Vingré, Confrécourt.

#### 1917
- mars - juin:
  - Lassigny : Quincy, Basse - franchissement de l'Ailette, Jumencourt, repli Hindenburg, Epagny, Quincy-Basse.
- juin - juillet:
  - Le Chemin des Dames, Ferme de Froidemont, Ferme de la Royère, Épine de Chevregny
- août - septembre:
  - instruction camp de Villersexel.
- septembre - décembre:
  - Vosges, Haute-Alsace, le Schönholz, Fulleren.

#### 1918
- janvier - février:
  - instruction camp d'Arches - Rambervillers
- février - mars:
  - travaux secteur Baccarat.
- mars - avril:
  - bataille du Matz, Orval, Plessis-de-Roye,
- mai - juin:
  - repos Cornimont - Saulxures-sur-Moselotte.
  - Vosges, Alsace : Hilsenfirst, Hartmannswillerkopf.
- juillet - août:
  - Champagne, Chêne-la-Reine, Bligny, repos Épernay.
- août - septembre:
  - Champagne, bois de Reims.
- octobre - novembre:
  - offensive des Flandres, plateau d'Hooglède, la Lys, Deyne.

### La Seconde Guerre mondiale

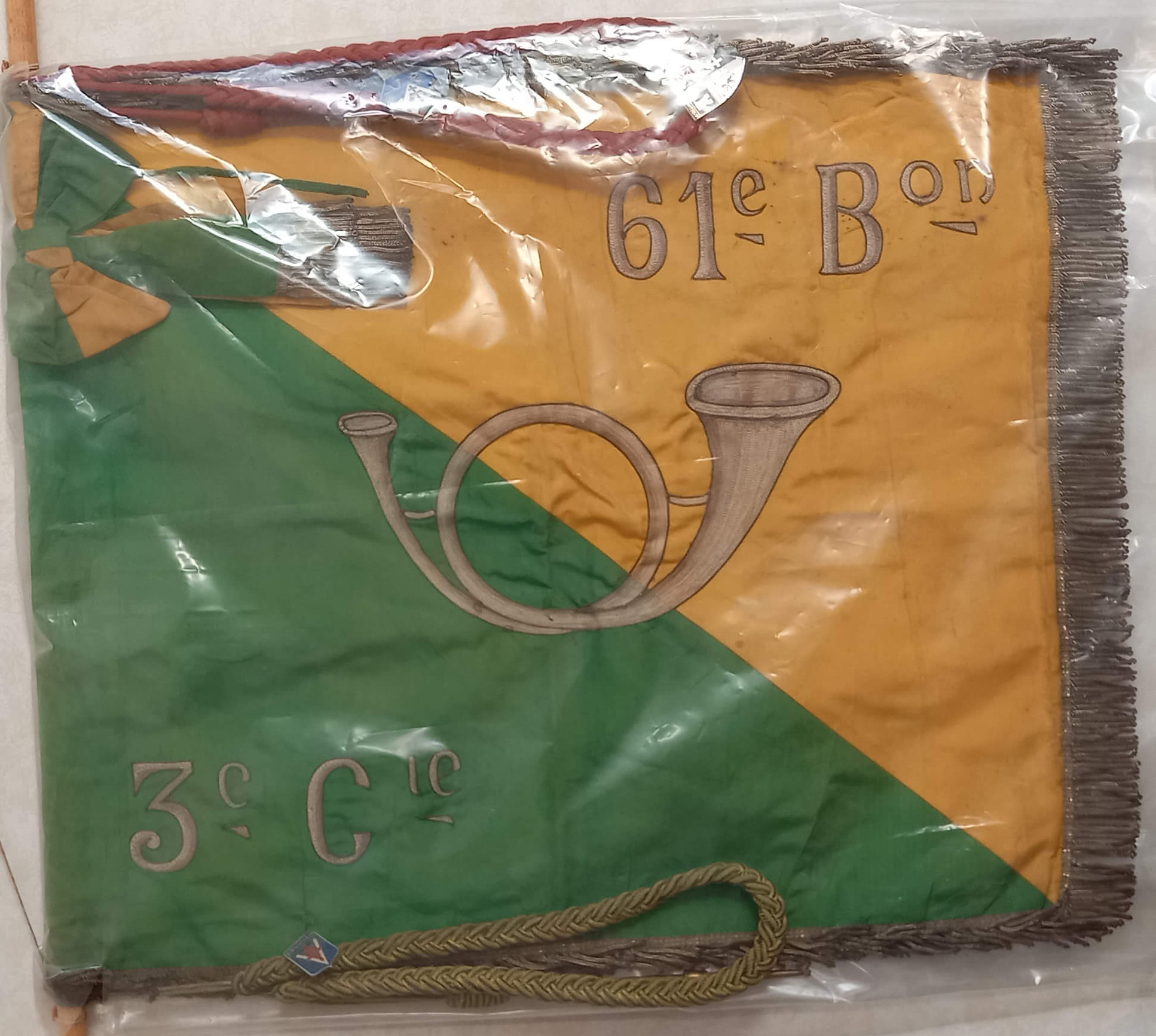
Fanion 61e Bataillon de Chasseurs à Pied 3e Compagnie

## Sources et bibliographie
- Historique du 61e bataillon de chasseurs à pied : campagne 1914-1918, Paris, Chapelot, 32 p., lire en ligne sur Gallica.
- Yvick Herniou, Éric Labayle et Michel Bonnaud, Répertoire des corps de troupe de l'Armée Française pendant la Grande Guerre, t. 2 : Chasseurs à pied, alpins et cyclistes, Unités d'active de réserve et de territoriale, Château-Thierry, Bonnaud, 2007, 446 p. (ISBN 978-2-951-90012-7, OCLC 822741253)
- Les Chasseurs à pied, Numéro spécial de la revue historique de l'armée, no 2, Société Industrielle d'Imprimerie, 1966, 194 pages.